# اسباط اسرائیل

محدوده قلمرو اسباط اسراییل.

اسباط دوازده‌گانه اسرائیل یا دوازده قبیله اسرائیل از دوازده فرزند یعقوب به‌وجود آمدند و عبارت‌اند از:
- اسحاق بن ابراهیم (برادر کوچک‌تر و ناتنی اسماعیل) نام مادر وی سارا (همسر اول ابراهیم) بود.

- یعقوب بنی‌اسرائیل(اسباط دوازده‌گانه اسرائیل) شامل:

- رئوبن (روبن)،
- شمعون (سیمئون)
- لاوی (لوی)
- یهودا (جودا)
- یساکار (یشحر، یساخر)
- زبولون (زبلون، زیالون)
- دان (دون)
- نفتالی (نفتائیل)
- جاد (جَد)
- اشیر (اشر، اسر)
- یوسف (از وی دو قبیله زیر به وجود آمد:)

- مناسه (منسی)
- افرایم (افرائیم)

- بنیامین (ابن‌یامین، بنجامین)

- قوم یهود به یهودا، چهارمین پسر یعقوب، منتسب است و تنها بازمانده اقوام بنی‌اسرائیل می‌باشد.

همچنین طبق گفته کتاب مقدس، یعقوب دو فرزند یوسف را نیز به فرزندخواندگی گرفت.

## دختران یعقوب
- دینه (نقل اول)
- دینه و دخترانی دیگر (نقل دوم)[۱۷][۱۸]